# Astrobee

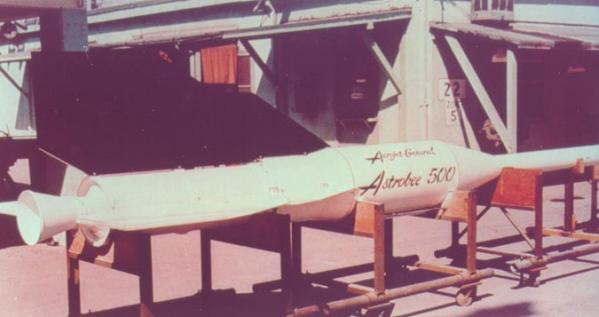
Astrobee-500

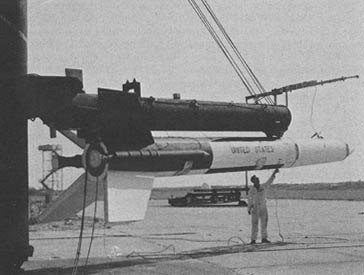
Astrobee-1500

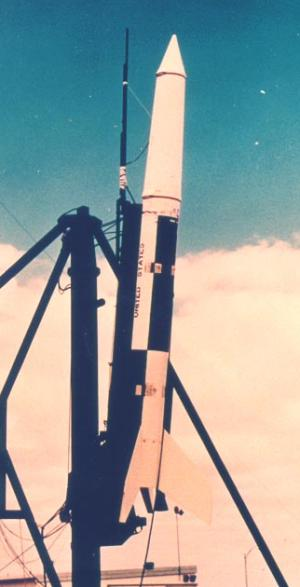
Astrobee-1500

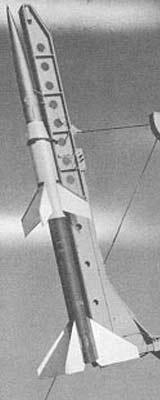
Astrobee-200

Astrobee -  серия твердотопливных метеорологических ракет, разработанных компанией Aerojet как
более дешёвая альтернатива для Aerobee с ЖРД.

## Модификации

### Astrobee 500
Трёхступенчатая Astrobee 500 (двигатель 1-й ступени: Genius, 2-й: Alcor, 3-й: Asp):
- высота полёта - 1000 км
- тяга - 161 кН
- масса - 900 кг
- диаметр - 0.38 м
- длина - 7.80 м

### Astrobee 1500
Трёхступенчатая Astrobee 1500 (двигатель 1-й ступени: Recruit, 2-й: Aero jet, 3-й: Alcor):
- высота полёта - 1000 км
- тяга - 566 кН
- масса - 5200 кг
- диаметр - 0.79 м
- длина - 10.40 м

### Astrobee 200
Двухступенчатая Astrobee 200 (двигатель 1-й ступени: Genius, 2-й: Alcor):
- высота полёта - 350 км
- тяга - 161 кН
- масса - 800 кг
- диаметр - 0.38 м
- длина - 6.30 м

Одноступенчатые Astrobee D и Astrobee F разрабатывались для полётов в D и F слои ионосферы.

### Astrobee D
Одноступенчатая Astrobee D:
- высота полёта - 140 км
- тяга - 23 кН
- масса - 100 кг
- диаметр - 0.15 м
- длина - 4.02 м
- Топливо - HTPB/Перхлорат аммония[4]

### Astrobee F
Одноступенчатая Astrobee F:
- высота полёта - 375 км
- тяга - 178 кН
- масса - 1500 кг
- диаметр - 0.38 м
- длина - 11.50 м
- Топливо - HTPB/Перхлорат аммония